# Ozorków Miasto
Ozorków Miasto – nieczynna wąskotorowa stacja kolejowa w Ozorkowie, w województwie łódzkim, w Polsce.